# Хадидже-Бегом Султан Дагестани
Хадидже-Бегом Султан Дагестани (ум. 1746, Керманшах) — персидская поэтесса времён окончания правления Сефевидов, дочь правителя Ширвана Али-хана Дагестанского, который был сефевидским чиновником лезгинского происхождения.

## Краткая биография
Её родословная восходит к Аббасу бин Абд аль-Мутталибу, а её прадед уехал в Дагестан в монгольскую эпоху и остался там.
В юности была обручена со своим двоюродным братом Али-Кули-Хан Вали из Дагестана, известный как поэт и автор «Рияда аш-Шаара». Но этот брак по некоторым причинам не состоялся.
Кара Али-Кули-Хан и Хадидже-Бегом оставили в персидской поэзии большое количество любовных писем, написанные в стихотворном виде и посвящённые друг другу.
После перенесенных лишений она умерла близ Керманшаха, а ее тело было перевезено в Кербелу и там погребено.

## Память
Амир Шамсуддин Факир Дехлави написал историю любви Али-Кули-Хана Вали и Хадидже, которую он услышал от самого Вали, в поэме «Вали и Султан» в 1160 г. хиджры.